# Komenského slovník naučný

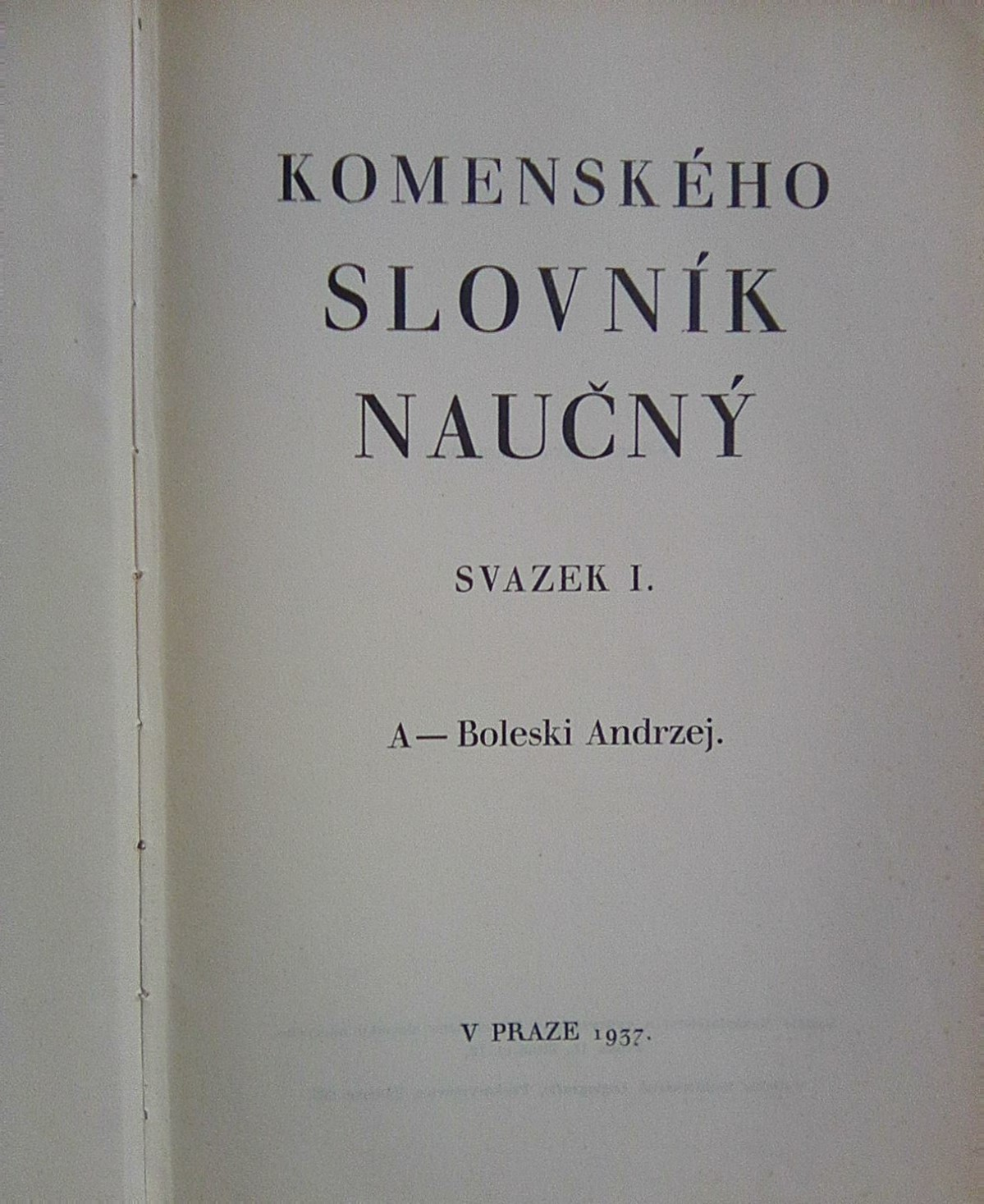

Komenského slovník naučný je česká desetidílná encyklopedie z let 1937–1938 a obsahuje kolem 50 tisíc hesel.
Slovník nemá předmluvu, seznam osmi pracovníků redakce byl seřazen abecedně a obsahuje ve své době významné osobnosti, jakými byli např. Antonín Dolenský, Jiřina Karasová a Josef Šimánek. V druhém svazku jsou uvedeni další členové redakce, např. Richard Horna. Slovník vydalo Nakladatelství a vydavatelství Komenského slovníku naučného Praha II., Žitná ul. 13 a vytištěn byl v knihtiskárně Legiografie, Praha-Vršovice, Sámova 665.

## Autoři příspěvků
- Seznam autorů přispěvků je různorodý, u jména autora je uveden i akademický titul a oborné zaměření – například: spisovatel v Plovdivě,  žurnalista ve Lvově, archivář v Třeboni, vrchní tajemník ministerstva sociální péče, vrchní komisař státních drah... Z toho lze odvodit, v jakém oboru příspěvků se spoluautor slovníku angažoval. V závěru prvního dílu slovníku je příslib, že úplný seznam přispěvatelů bude součástí posledního svazku, to však dodrženo nebylo. Jména autorů příspěvků jsou uvedena jen na seznamech v závěrečných neočíslovaných stranách svazků I., II. a III. – před obrazovými přílohami.
- Do slovníku například přispěli (abecedně): Rudolf Adámek, Jiří Baborovský, Antonín Basch, Alexandr Sommer Batěk, Vilém Bitnar, Artuš Černík, Jan Eisner, Bohumil Falf (oftalmolog), František Fridrich, František Xaver Harlas, Vilém Julius Josef Hauner, Josef Hronek, Dionys Ilkovič, Jan Kefer, Jarmil Krecar, Karel Kuchař, Emanuel Lešehrad, Gustav Roger Opočenský, František Pala, František Páta, Vojtěch Pavlásek, Gorazd Pavlík, Augustin Seifert (jeho manželkou byla Nina Seifertová-Šrutová), St. Siropolko, proferor ukrajinského gamnázia, Vladimír Sís, Hubert Slouka, Iza Šaunová, Jan Šnobr, arch. J. Vaněk, Quido Maria Vyskočil, Eliška Parchomenková-Weiglová, Vlastislav Zázvorka (pozdější ředitel Národního muzea)... V druhém svazku jsou doplněni další přispěvatelé, například: Bedřich Bouček, Emil Edgar, Cyril Horáček mladší, Dobroslav Chrobák, Juliana Lancová, Pavel Poucha a Vladimír Sís...

## Přehled svazků
| švazek č. | Obsah                        | Počet číslovaných stran (s hesly) | Počet obrazových příloh | Rok vydání |
| --------- | ---------------------------- | --------------------------------- | ----------------------- | ---------- |
| I.        | A – Boleski Andrzej          | 604                               | 18                      | 1937       |
| II.       | Boleslav – Československo    | 607                               | 16                      | 1937       |
| III.      | Československo – Eguilaz     | 607                               | 16                      | 1937       |
| IV.       | Egypt – Haisz                | 607                               | 16                      | 1937       |
| V.        | Haiti – Jankó Paul           | 607                               | 16                      | 1938       |
| VI.       | Jankov – Kvašení             | 607                               | 16                      | 1938       |
| VII.      | Kvášňovice – Mildschuh       | 607                               | 16                      | 1938       |
| VIII.     | Míle – Perštejn              | 607                               | 14                      | 1938       |
| IX.       | Perštejnec – Slovanský ústav | 607                               | 16                      | 1938       |
| X.        | Slovany – Žywiec             | 616                               | 16                      | 1938       |

## Doslov
Nakladatelství Komenského slovníku naučného vzdává upřímné díky všem redakčním pracovníkům, přispěvatelům, úřadům a korporacím, kteří se zasloužili svou spoluúčastí na uskutečnění tohoto díla.

Neustálé hospodářské a kulturní poměry poslední doby a politické změny nastavší koncem roku 1938, vyžadují vydání zvláštního svazku dodatků.
Nakladatelství Komenského slovníku naučného, Komenského slovník naučný
K vydání slibovaných dodatků v době Německé okupace Čech, Moravy a Slezska už nedošlo, ani se tak nestalo později.